# Pickenia signyensis
Pickenia signyensis là một loài ốc biển nhỏ, là động vật thân mềm chân bụng sống ở biển thuộc họ Cingulopsidae.

## Miêu tả
Độ dài vỏ lớn nhất ghi nhận được là 1.48 mm.

## Môi trường sống
Độ sâu nhỏ nhất ghi nhận được là 4 m. Độ sâu lớn nhất ghi nhận được là 10 m.